# Kertesziomyia cyanea
Kertesziomyia cyanea är en tvåvingeart som först beskrevs av Enrico Adelelmo Brunetti 1913.  Kertesziomyia cyanea ingår i släktet Kertesziomyia och familjen blomflugor. Inga underarter finns listade i Catalogue of Life.